# Fiké
 (mars 2011).
Si vous disposez d'ouvrages ou d'articles de référence ou si vous connaissez des sites web de qualité traitant du thème abordé ici, merci de compléter l'article en donnant les références utiles à sa vérifiabilité et en les liant à la section « Notes et références ».
Al-Fiké, arabe : الفيكة (prononcé aussi Fekha, al-Féké et le plus souvent appelée Fakiha) est un village du nord-est du Liban, située au nord de la plaine de la Bekaa à 127 km de la capitale Beyrouth, les habitants sont appelés Fikanis. Célèbre autrefois pour ses tapis, le village souffre aujourd'hui d'une baisse de sa démographie.

## Histoire
Le village est creusé dans le flanc ouest de l'anti-Liban à l'abri des armées qui ont traversé la plaine de la Bekaa depuis l'Antiquité. Il fut un temps où le village était un relais commercial entre la capitale Beyrouth et les villes de Baalbeck et Homs en Syrie d'un côté, et les nombreux villages de la région de l'autre.

## Urbanisme
À partir du village ancien appelé en arabe : الفيكة, ce qui veut dire simplement le Village, trois quartiers ont été développés :
- Jdaydet-el-Fiké, en arabe : جديدة الفيكة, ce qui veut dire : la Nouvelle Fiké est le quartier qui s'étale le long de l'autoroute internationale qui relie Baalbeck à Homs en Syrie,
- az-Zaytoun, en arabe : الزيتون, qui veut dire Le Quartier des Oliviers et s'étale sur le flanc ouest de la colline qui entoure le village et qui était antérieurement, une zone agriculture non irriguée et enfin
- Jdaydi, en arabe : المعلقة (mauvaise translitération en arabe ou en français) est le quartier qui s’étale des deux côtés de la route qui relie al-Fiké à Jdaydet-el-Fiké.

## Économie

### Commerce
Étant au carrefour commerciale entre la Syrie et le Liban, les Fikanis ont joué pendant de longues années un rôle important dans le commerce entre les plus grandes villes de ces deux pays et les villages et villes aux alentours. Au début du XXe siècle, le village était déjà vidé de sa population en raison de l'émigration vers les grandes villes du Liban ; il ne comptait que quelques dizaines de familles vivant du commerce et de l’artisanat.

### Tapisserie
Le village s'est fait une réputation dans le tissage des tapis, occupation principale des femmes du village pendant plusieurs siècles.